# Stefanie Kubissa
Stefanie Schiffer-Kubissa (ur. 6 stycznia 1985) – niemiecka szablistka, brązowa medalistka mistrzostw świata.
W 2002 roku zdobyła drużynowo srebrny medal na mistrzostwach świata kadetów w Antalyi. 
Podczas mistrzostw świata w Nîmes w 2001 roku Niemki w składzie: Sandra Benad, Doreen Häntzsch, Sabine Thieltges i Stefanie Kubissa zdobyły drużynowo brązowy medal. Była też między innymi szósta drużynowo na mistrzostwach świata w Kijowie w 2012 roku i indywidualnie na mistrzostwach świata w Paryżu w 2010 roku.
Nigdy nie wzięła udziału w igrzyskach olimpijskich.
Ponadto zdobyła złoto drużynowo na mistrzostwach Europy w Koblencji w 2001 roku.